# Superliga de baloncesto de Irán
La Superliga de baloncesto de Irán, fundada en 1998 en sustitución de la División 1, es la máxima categoría del baloncesto profesional en Irán.

## Equipos
Actuales
- Avijeh Sanat Parsa Mashhad
- Kalleh Mazandaran
- Mahram Tehran
- Nobough Arak
- Palayesh Naft Abadan
- Raad Padafand Tehran
- Sanat Mes Kerman
- Sanat Mes Rafsanjan
- Sanaye Hormozgan
- Shahrdari Gorgan
- Toufargan Azarshahr
- Zob Ahan Isfahan

Otros
- Petrochimi Bandar Imam
- Saba Mehr Qazvin

## Historial

### División 1
| Temporada | Campeón           | Subcampeón             | Tercer puesto               |
| --------- | ----------------- | ---------------------- | --------------------------- |
| 1989-1990 | Jandarmeri Tehran | Shahin Gorgan          |                             |
| 1991-1992 | Shahrdari Isfahan | Shahrdari Gorgan       | Gostaresh Tehran            |
| 1992-1993 | Shahrdari Isfahan | Azad University Tehran | ETKA Gorgan                 |
| 1993-1994 | Zob Ahan Isfahan  | Bank Tejarat Tehran    | ETKA Gorgan                 |
| 1994-1995 | Zob Ahan Isfahan  | Bank Tejarat Tehran    | ETKA Gorgan Rah Ahan Tehran |
| 1995-1996 | Paykan Tehran     | Zob Ahan Isfahan       | Rah Ahan Tehran             |
| 1996-1997 | Zob Ahan Isfahan  | Paykan Tehran          | Rah Ahan Tehran             |
| 1997-1998 | Paykan Tehran     | Zob Ahan Isfahan       | Fath Tehran                 |

### Superliga
| Temporada | Campeón                                            | Subcampeón                                         | Tercer puesto                                      |
| --------- | -------------------------------------------------- | -------------------------------------------------- | -------------------------------------------------- |
| 1998-1999 | Zob Ahan Isfahan                                   | Paykan Tehran                                      | Fajr Sepah Tehran                                  |
| 1999-2000 | Zob Ahan Isfahan                                   | Paykan Tehran                                      | Shahrdari Gorgan                                   |
| 2000-2001 | Zob Ahan Isfahan                                   | Foolad Mobarakeh Isfahan                           | Iran Nara Tehran                                   |
| 2001-2002 | Zob Ahan Isfahan                                   | Sanam Tehran                                       | Paykan Tehran                                      |
| 2002-2003 | Sanam Tehran                                       | Iran Nara Tehran                                   | Zob Ahan Isfahan                                   |
| 2003-2004 | Saba Battery Tehran                                | Sanam Tehran                                       | Zob Ahan Isfahan                                   |
| 2004-2005 | Sanam Tehran                                       | Saba Battery Tehran                                | Paykan Tehran                                      |
| 2005-2006 | Saba Battery Tehran                                | Petrochimi Bandar Imam                             | Paykan Tehran                                      |
| 2006-2007 | Saba Battery Tehran                                | Petrochimi Bandar Imam                             | Mahram Tehran                                      |
| 2007-2008 | Mahram Tehran                                      | Saba Battery Tehran                                | Kaveh Tehran                                       |
| 2008-2009 | Mahram Tehran                                      | Zob Ahan Isfahan                                   | Saba Mehr Qazvin                                   |
| 2009-2010 | Mahram Tehran                                      | Zob Ahan Isfahan                                   | Petrochimi Bandar Imam                             |
| 2010-2011 | Mahram Tehran                                      | Zob Ahan Isfahan                                   | Petrochimi Bandar Imam                             |
| 2011-2012 | Mahram Tehran                                      | Petrochimi Bandar Imam                             | Foolad Mahan Isfahan                               |
| 2012-2013 | Petrochimi Bandar Imam                             | Mahram Tehran                                      | Foolad Mahan Isfahan                               |
| 2013-2014 | Petrochimi Bandar Imam                             | Mahram Tehran                                      | Azad University Tehran                             |
| 2014-2015 | Mahram Tehran                                      | Petrochimi Bandar Imam                             | Azad University Tehran                             |
| 2014-2015 | Mahram Tehran                                      | Azad University Tehran                             | Petrochimi Bandar Imam                             |
| 2015-2016 | Petrochimi Bandar Imam                             | Palayesh Naft Abadan                               | Chemidor Tehran                                    |
| 2016-2017 | Petrochimi Bandar Imam                             | Palayesh Naft Abadan                               | Azad University Tehran                             |
| 2017-2018 | Shahrdari Tabriz                                   | Mahram Tehran                                      | Petrochimi Bandar Imam                             |
| 2018-2019 | Palayesh Naft Abadan                               | Shahrdari Gorgan                                   | Chemidor Tehran Petrochimi Bandar Imam             |
| 2019-2020 | La liga fue cancelada por la pandemia de COVID-19. | La liga fue cancelada por la pandemia de COVID-19. | La liga fue cancelada por la pandemia de COVID-19. |
| 2020-2021 | Shahrdari Gorgan                                   | Mahram Tehran                                      | Chemidor Qom                                       |
| 2021-2022 | Shahrdari Gorgan                                   | Zob Ahan Isfahan                                   | Chemidor Qom Nazmavaran Sirjan                     |

## Palmarés
| Equipo                   | Campeón | Subcampeonato | Años campeón                             | Años subcampeón                    |
| ------------------------ | ------- | ------------- | ---------------------------------------- | ---------------------------------- |
| Zob Ahan Isfahan         | 7       | 6             | 1994, 1995, 1997, 1999, 2000, 2001, 2002 | 1996, 1998, 2009, 2010, 2011, 2022 |
| Mahram Tehran            | 6       | 4             | 2008, 2009, 2010, 2011, 2012, 2015       | 2013, 2014, 2018, 2021             |
| Petrochimi Bandar Imam   | 4       | 3             | 2013, 2014, 2016, 2017                   | 2006, 2007, 2012                   |
| Saba Battery Tehran      | 3       | 2             | 2004, 2006, 2007                         | 2005, 2008                         |
| Shahrdari Gorgan         | 2       | 3             | 2021, 2022                               | 1990, 1992, 2019                   |
| Paykan Tehran            | 2       | 3             | 1996, 1998                               | 1997, 1999, 2000                   |
| Sanam Tehran             | 2       | 2             | 2003, 2005                               | 2002, 2004                         |
| Shahrdari Isfahan        | 2       | 0             | 1992, 1993                               |                                    |
| Palayesh Naft Abadan     | 1       | 2             | 2019                                     | 2016, 2017                         |
| Jandarmeri Tehran        | 1       | 0             | 1990                                     | –                                  |
| Shahrdari Tabriz         | 1       | 0             | 2018                                     | –                                  |
| Bank Tejarat Tehran      | 0       | 2             | –                                        | 1994, 1995                         |
| Azad University Tehran   | 0       | 2             | –                                        | 1993, 2015                         |
| Foolad Mobarakeh Isfahan | 0       | 1             | –                                        | 2001                               |
| Iran Nara Tehran         | 0       | 1             | –                                        | 2003                               |

## Jugadores destacados
- Zlatko Jovanović
- Nedžad Sinanović
- Ibrahim Jaaber
- Garth Joseph
- Makan Dioumassi
- Nikoloz Tskitishvili
- Nestoras Kommatos
- Kaspars Kambala
- Marius Prekevičius
- Soumaila Samake
- Francisco Elson
- Pero Cameron
- Gabe Muoneke
- Julius Nwosu
- Ejike Ugboaja
- Jaime Lloreda
- Cheikh Samb
- Pape Sow
- Sani Bečirovič
- Marko Milič
- Óscar Yebra
- Torraye Braggs
- Ed Elisma
- Joseph Forte
- Marlon Garnett
- Mike Jones
- Mark Karcher
- Priest Lauderdale
- Art Long
- Tony Madison
- Waitari Marsh
- Lee Nailon
- Perry Petty
- Andre Pitts
- Carlos Powell
- Jacob Pullen
- Alvin Sims
- Jabari Smith
- Omar Sneed
- Jackson Vroman
- Robert Whaley
- Loren Woods
- Kevin Sheppard
- Leandro García